# Eleutherodactylus incertus
Eleutherodactylus incertus là một loài ếch trong họ Leptodactylidae. Chúng là loài đặc hữu của Venezuela.